# Мехикали (аэропорт)
Международный аэропорт имени генерала Родольфо Санчеса Табоады (Международный аэропорт Мехика́ли, исп. Aeropuerto Internacional General Rodolfo Sánchez Taboada) — расположен в 13 км восточнее города Мехикали (штат Нижняя Калифорния, Мексика), неподалёку от государственной границы между США и Мексикой.
Аэропорт назван международным, однако регулярные пассажирские перевозки осуществляются только рейсами внутри страны, международные чартерные рейсы носят нечастый характер и выполняются в основном в Лос-Анджелес, Сан-Франциско и Ванкувер. Родольфо Табоада является самым северным аэропортом Мексики.

## Общая информация
Международный аэропорт имени генерала Родольфо Санчеса Табоады находится в 20 километрах к востоку от города Мехикали. Общая площадь, занимаемая аэропортовым комплексом составляет 535 гектаров. Асфальтобетонная взлётно-посадочная полоса имеет 2600 метров в длину и 45 метров в ширину, две рулёжные дорожки — «Альфа» 385 метров и «Браво» 460 метров по 23 метра каждая, вся инфраструктура рассчитана на 18 взлётов/посадок в час.
Аэропорт имеет две самолётные стоянки — одна для коммерческой авиации, вторая для самолётов авиации общего назначения. Площадка для коммерческой авиации покрыта гидравлическим бетоном и предназначена для самолётов класса Boeing 737, Airbus A320 и Boeing 757-200. Зона стоянки для авиации общего назначения покрыта асфальтом и имеет 24 самолётных стоянки и 3 стоянки для вертолётов.
В 2007 году аэропорт Мехикали обслужил 607 900 пассажиров, в 2008 году в связи с уходом 12 мая из аэропорта авиакомпании Aviacsa и мировым финансовым кризисом общий объём пассажирских перевозок составил 533 800 человек за весь год.

### Внутренние рейсы

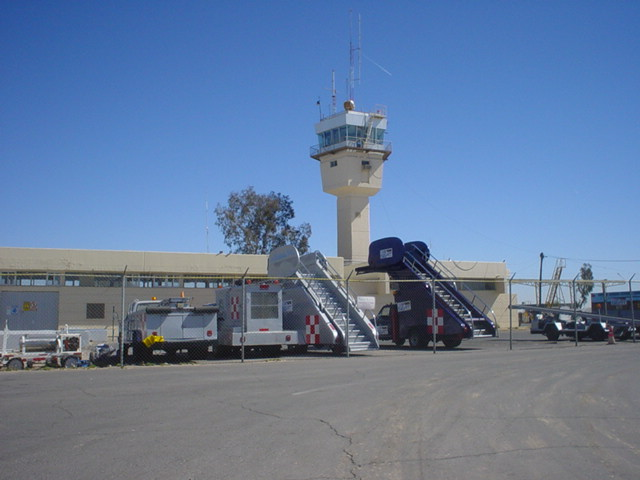
Диспетчерская вышка аэропорта